# Дос Сантос, Мануэл
Мануэл дос Сантос-младший (порт.-браз. Manuel dos Santos Filho, род. 22 февраля 1939 года) — бразильский пловец, бронзовый призёр Олимпийских игр 1960 года.
Родился в 1939 году в Гуарараписе. В 1955 году на Панамериканских играх в Мехико занял 4-е место в эстафете 4×100 м вольным стилем. С 1958 по 1969 годы 11 раз становился чемпионом Бразилии. В 1959 году на Панамериканских играх в Чикаго занял 4-е место на дистанции 100 м вольным стилем. В 1960 году на Олимпийских играх в Риме стал обладателем бронзовой медали на дистанции 100 м вольным стилем. В 1961 году в Рио-де-Жанейро установил новый мировой рекорд на дистанции 100 м вольным стилем — 53,6 сек.